# Радлинский, Андрей
Андрей Людовит Радлинский (8 июля 1817, Кубин — 26 апреля 1879, Кути) — австро-венгерский словацкий общественный деятель, католический священник, словацкий патриот, писатель, редактор и журналист, педагог, деятель образования. Основатель общества св. Адальберта и сооснователь Матицы словацкой.
Учился в гимназиях в Ружомбероке, Кремнице и Буде. В 1834—1836 годах изучал философию в Олаховской семинарии в Трнаве и затем в семинарии в Братиславе. В 1836—1840 годах изучал богословие в университете Пазманеум (англ.) в Вене, где также изучал лингвистику и социальные и точные науки. В 1841 году защитил магистерскую диссертацию в университете Пешта, в том же году был рукоположён в сан. Служил в Буде и Злате-Моравце, затем в Банска-Штьявнице, где создал воскресную школу и организовал общество трезвости. В 1852 году его усилиями вышел первый том серии «Простонародная библиотека», где в популярной форме излагались основы знаний по астрономии, географии, биологии. Его издателем был Максимилиан Яловецкий. Затем Андрей Радлинский тайно покинул словацкие земли и отправился в Вену, где работал с Яном Колларом. Там он редактировал словацкоязычную газету «Slovenské noviny», издавал журналы «Cyrill a Method», вскоре с приложением «Priateľ školy a literatúry», «Pešťbudínske vedomosti», «Katolícke noviny».
Внёс вклад в создание словацкой физической терминологии. В пятидесятые — семидесятые годы XIX века содействовал развитию словацкоязычного образования, активно участвовал в словацком национальном политическом движении. Выступал за сближение и культурное сотрудничество чехов и словаков, принял участие в кодификации норм литературного чешского языка, стал основателем или сооснователем ряда обществ, включая Словацкую юридическую академию в Банска-Быстрице, настаивал на открытии начальных школ с обучением на словацком языке. Опубликовал большое количество научных работ. Труд «Školník», выпущенный в 1871 году, содержал сведения об астрономии, географии, естественной истории, общих вопросах сельского хозяйства и домашнего быта, овощеводстве, пчеловодстве, шелководстве, а также о правах и обязанностях граждан и был предназначен для католической начальной школы. Учебник имеет 316 страниц и 12 страниц иллюстраций. Учебник имеет 316 страниц и 12 страниц изображений. Другие известные работы: «Katolické Noving pre dom i cìrkev», «Cyrill i Method», «Slovesnost», «Poklady kazatelského rečnìctva», проповеди.